# Конфети
Конфетите представляват малки парченца или ленти, изработени от хартия или метален материал, обикновено пускани на карнавали, паради, чествания, сватби и на края на спортни срещи. Думата има латински корени, а днес в италианския език (ед.ч. confetto) тя служи за обозначаване на дребни бонбони. Съвременните хартиени конфети водят началото си от ритуали, изразяващи се в подхвърляне на зърна и сладки при специални случаи — подобни традиции са характерни за редица култури, датиращи от древни времена, при които сладките и зърната са заменени от хартия с времето.
Предлагат се в различни цветове и различни форми, като в повечето специализирани магазини могат да се открият и хартиени, и метални конфети. Трябва да се прави разлика между тях и глитърите (не по-големи от 1 mm, значително по-малки от конфетите), чийто блясък е отличителен. Металните конфети нерядко се изработват от метализирано PVC. Най-лесният начин за изработка на конфети е чрез поставяне на листи хартия в шредер. За целта може да послужи и перфоратор.
В последно време конфети се употребяват на награждавания и в телевизионни предавания. В този случай се изработват по-големи хартиени ленти (ок. 20 х 60 mm). При по-малки обеми от конфети се използват малки „резервоари“ с връв (срещат се и картонени пистолети със спусък).